# Miroslava Dubová
Miroslava Dubová, roz. Čermáková (13. ledna 1908 nebo 1909 Lom – 24. října 1942 Koncentrační tábor Mauthausen), byla dobrovolná sestra Československého červeného kříže, podporovatelka výsadku Out Distance popravená nacisty.

## Život a spolupráce s parašutisty
Miroslava Dubová se narodila 13. ledna 1908 v Lomu do rodiny Karla Čermáka a Antonie Čermáková, rozené Procházkové. Byla ženou v domácnosti, vdaná za Karla Duba, jenž pracoval jako tiskařský dělník. V roce 1927 se manželům Dobovým narodil syn František.
Působila jako dobrovolná sestra Československého červeného kříže, jenž byl v protektorátu v srpnu 1940 zakázán a zrušen. Řada jeho členů a zaměstnanců pak ale fungovala v ilegalitě a spolupracovala s odbojem. Stejně jako Marie Bradáčová a Josefa Bautzová (Baucová) patřila mezi spolupracovnice Anny Šrámkové, předsedkyně Krajského poradního sboru dobrovolných sester Československého červeného kříže.
Manželé Dubovi bydleli ve Viktorinově ulici v pražských Nuslích. Pomáhali obstarávat potřebné věci pro ukrývané parašutisty a poskytovali ubytování členům paraskupiny Out Distance Karlovi Čurdovi a Adolfovi Opálkovi.

## Zatčení a smrt
Miroslava Dubová byla zatčena 21. června 1942, z policejní vazby v Praze deportována do Malé pevnosti Terezín. Dne 29. září 1942 byla stejně jako její manžel (zatčen až 15. srpna 1942) stanným soudem odsouzena k trestu smrti a po transportu oba dne 24. října 1942 v koncentračním táboře Mauthausen zastřeleni.

## Syn František Dub
Syn František byl internován na zámečku Jenerálka, kde Němci zřídili dětský domov pro děti s podobným osudem. V dubnu 1944 byly děti z Jenerálky převezeny do tábora ve Svatobořicích u Kyjova. Když se blížil konec války a tábor byl likvidován, putoval s ostatními dětmi do tábora v Plané nad Lužnicí, kde se dočkal konce války.

## Připomínka
- Jméno Miroslavy Dubové a jejího manžela (Dub Karel * 21. 4. 1899, Dubová Miloslava roz. Čermáková * 13. 1. 1909) jsou uvedena na pomníku spolupracovníků parašutistů a jejich rodinných příslušníků, kteří byli popraveni v německém koncentračním táboře Mauthausenu. V lednu 2011 byl slavnostně odhalen na terase kostela sv. Cyrila a Metoděje v Resslově ulici.[4]
- Na domě, kde bydleli za okupace jejich přátelé Bautzovi (na adrese Lumírova 601/11, Praha-Nusle) je umístěna pamětní deska se jmény Baucových, Dubových a Bradáčových. Věnovaly ji dobrovolné sestry Československého červeného kříže v Nuslích. Na desce je tento nápis: „V tomto domě žili: Josefa a Jindřich Baucovi, kteří byli pro illeg. činnost zatčeni se svými spolupracovníky dne 21. VI. 1942. Miroslava a Karel Dubovi, Marie a Adolf Bradáčovi popraveni v Mauthausenu dne 24. X. 1942. Čest jejich památce! Dar dobr. sester Čs.Č.K. v Nuslích.“[5][6]

## Galerie

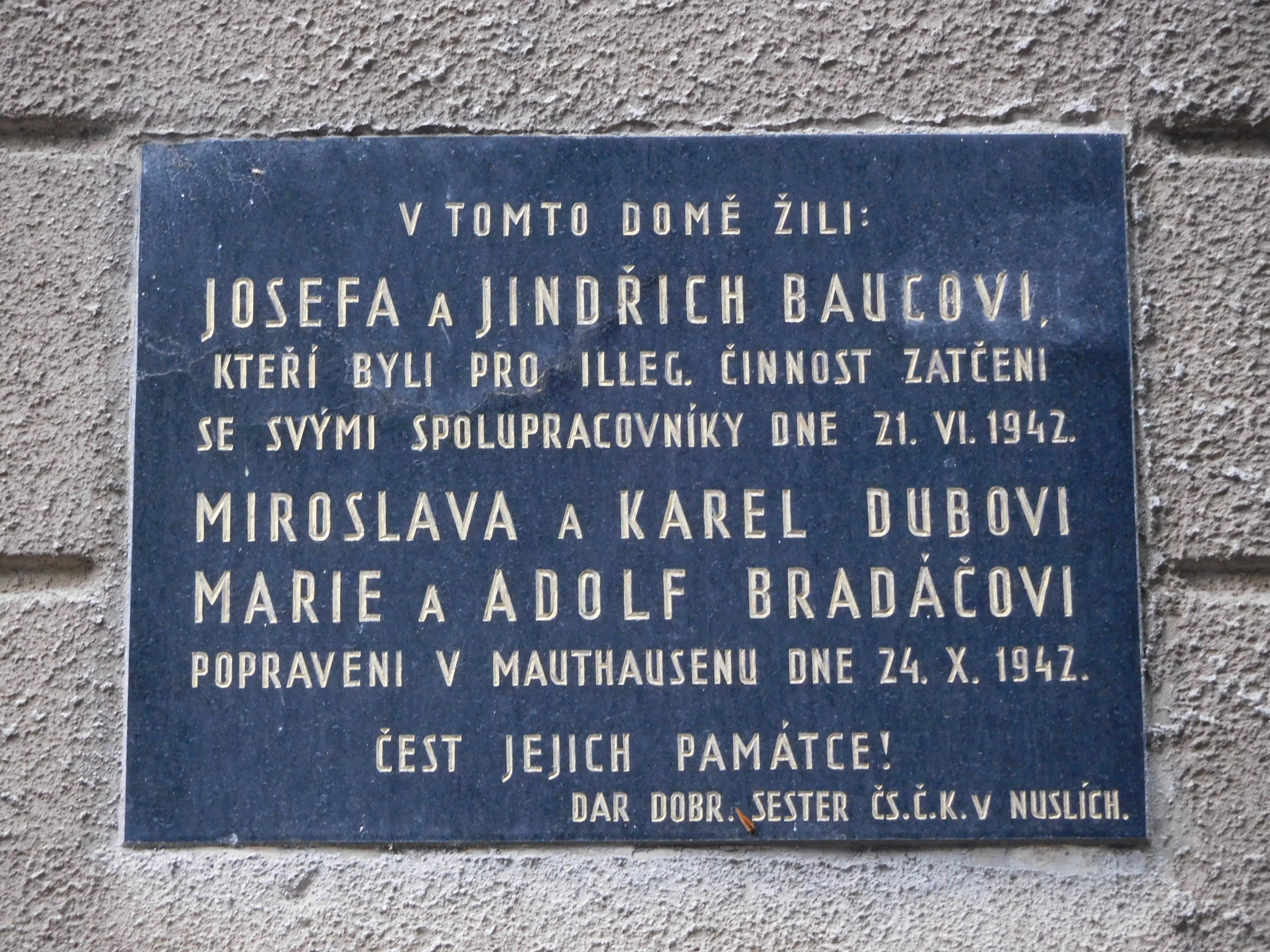
Pamětní deska na domě v Praze-Nuslích, Lumírova 601/11
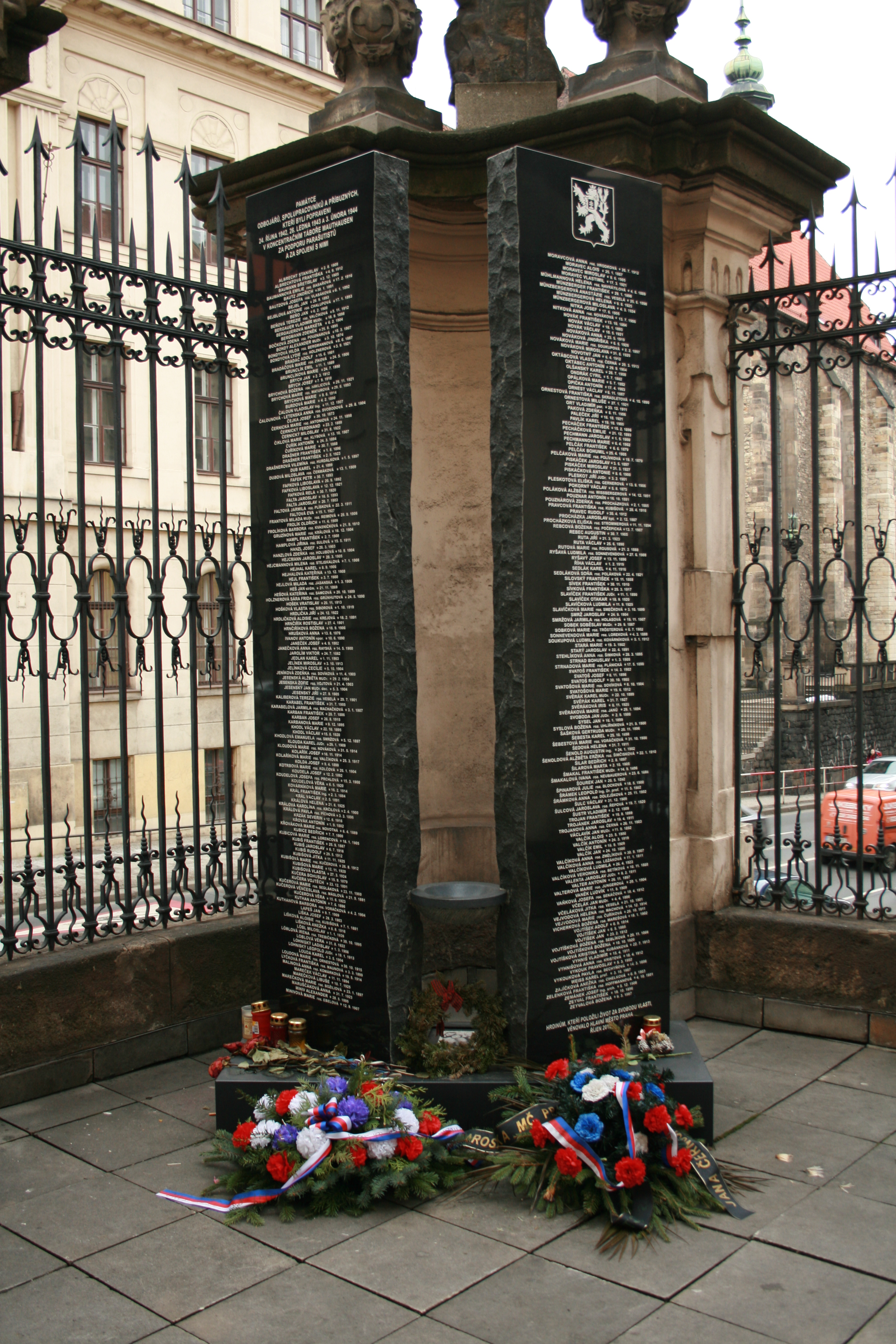
Pomník spolupracovníků parašutistů a jejich rodinných příslušníků na terase kostela sv. Cyrila a Metoděje v Resslově ulici.
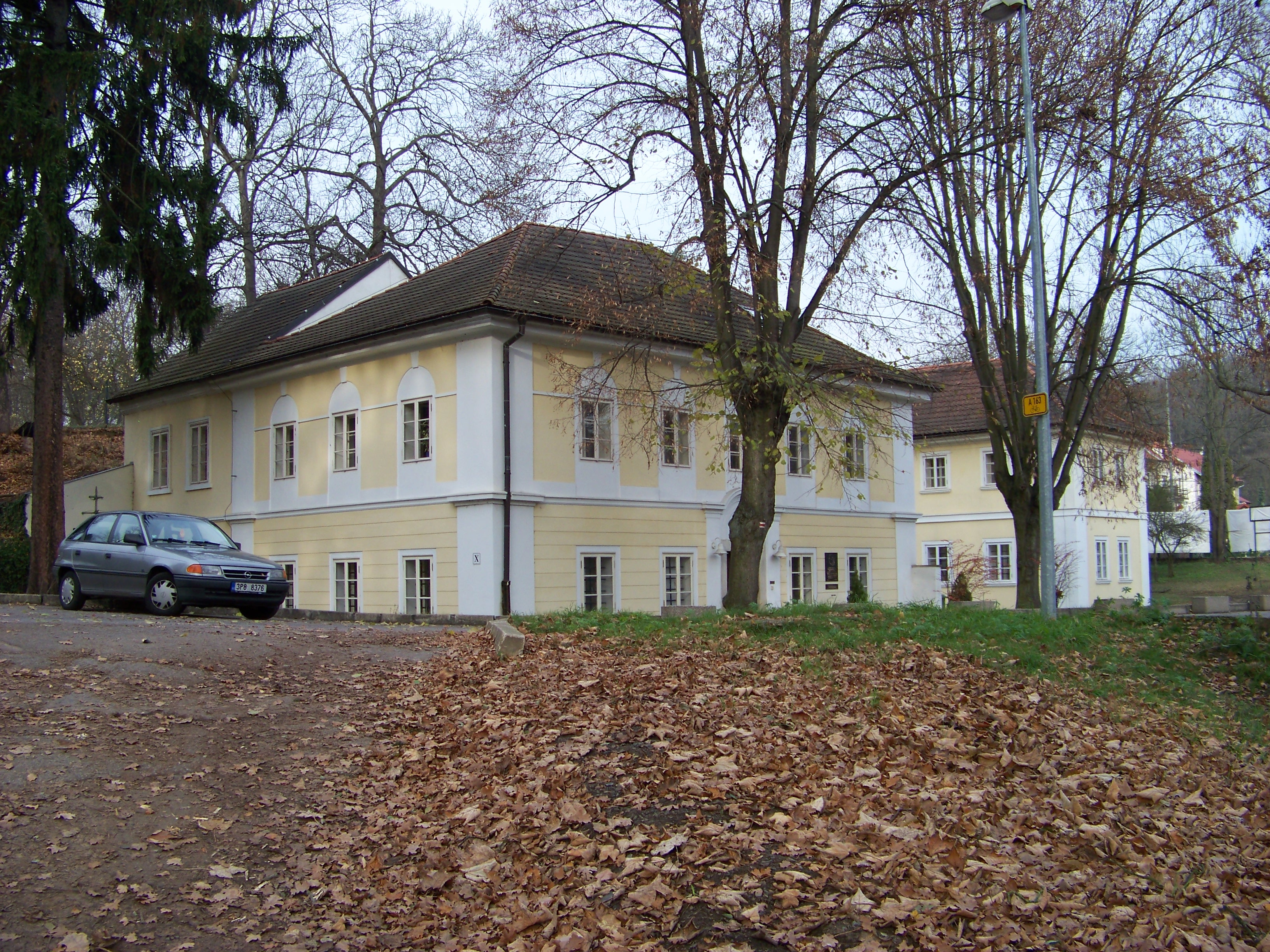
Zámek Jenerálka, kde byl internován její syn František
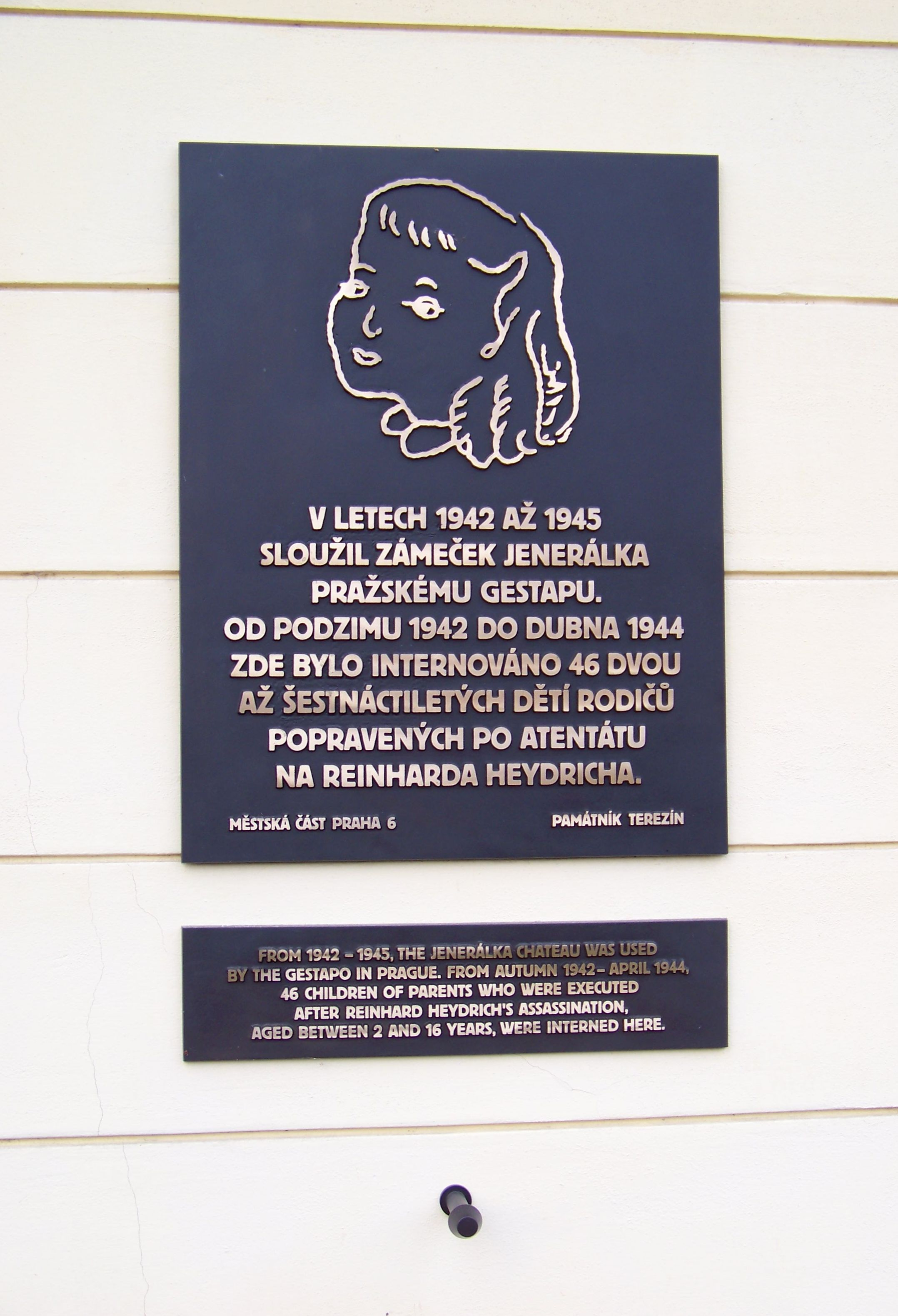
Pamětní deska na jedné z budov zámku Jenerálka, věnovaná dětem zde internovaných